# O Capital no século XXI
O Capital no século XXI (Le Capital au XXIe siècle) é um livro de economia escrito por Thomas Piketty e publicado pela primeira vez na França em 2013 pela editora Éditions du Seuil. No livro Piketty estuda a dinâmica da repartição dos rendimentos e da riqueza nos países desenvolvidos desde o século XVIII. 
Para o autor a repartição das riquezas constitui um problema político fundamental para a estabilidade das sociedades democráticas modernas e essa questão é muitas vezes discutida sem números precisos. Esse estudo é baseado numa compilação de variados dados históricos disponíveis, como por exemplo dos arquivos fiscais franceses.
As suas conclusões põem em causa a curva de Kuznets estabelecida na década de 1950 que apontava que o desenvolvimento económico era mecanicamente acompanhado do declínio das desigualdades de rendimento. As desigualdades observadas no início do século XXI são comparáveis aos níveis de desigualdade do século XIX e do início do século XX. Piketty junta-se a Marx e afirma que o capitalismo, se não for regulado, gera desigualdades crescentes. Ele sugeriu várias medidas políticas para limitar o aumento das desigualdades, como a criação de um imposto global sobre o capital. Também insiste sobre a necessidade de estabelecer avaliações precisas dos grandes patrimónios.
O livro obteve um grande sucesso público, inicialmente na França, mas especialmente nos EUA, onde se tornou em poucas semanas num dos livros mais vendidos. Recebeu uma recepção crítica favorável, especialmente após a sua tradução em inglês publicada em 2014.
O Editor celebrou uma quarentena de contratos de venda dos direitos de autor por todo o mundo, um recorde quase absoluto para um volumoso ensaio deste tipo.

## Conteúdo

### As duas leis fundamentais do capitalismo

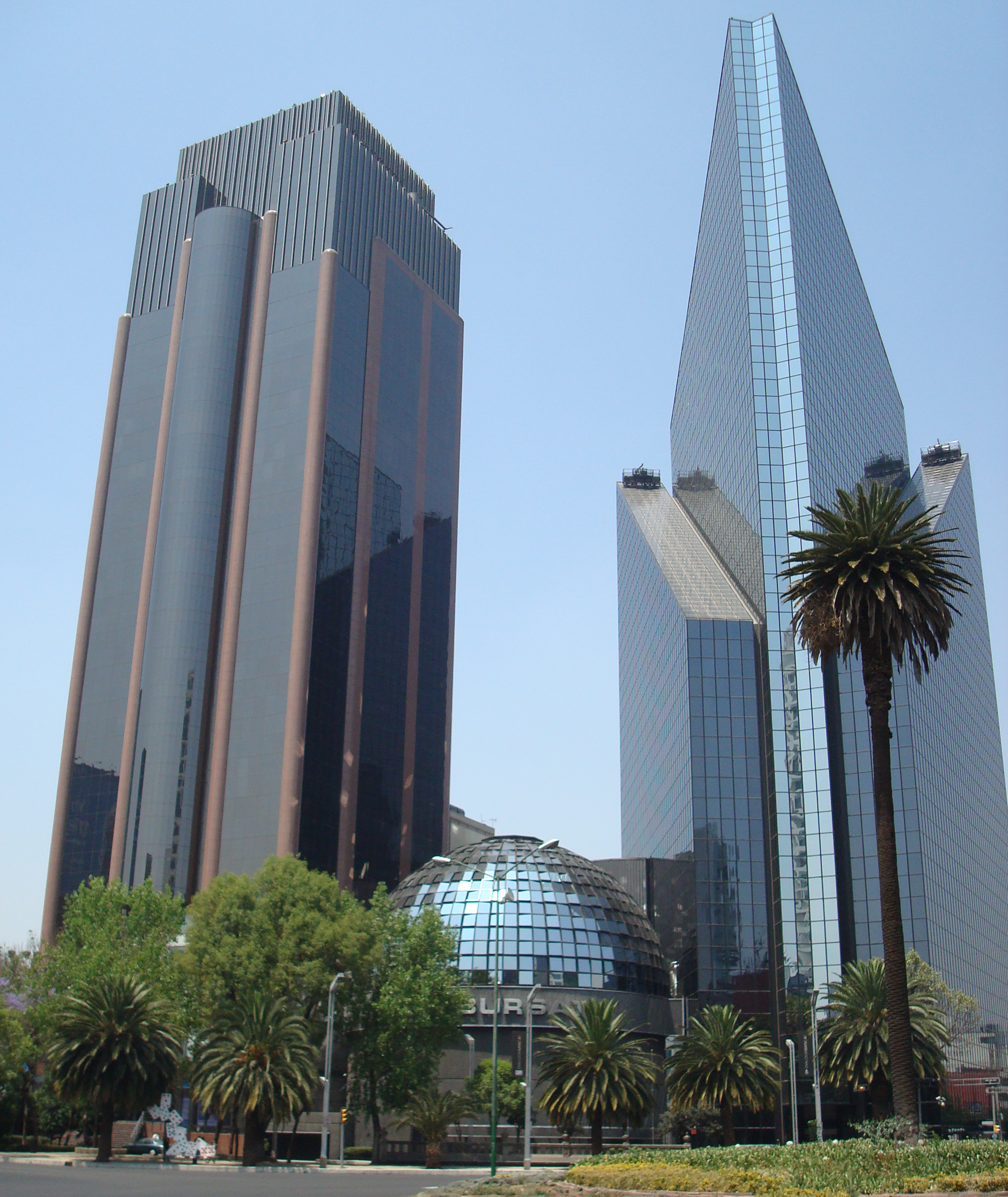
Edifício da Bolsa de Valores da Cidade do México

Thomas Piketty enuncia duas leis fundamentais. A primeira estabelece que a parcela dos rendimentos do capital no rendimento nacional ({\displaystyle \alpha _{t}}) é igual à taxa de rendibilidade média do capital ({\displaystyle r_{t}}) multiplicado pelo rácio entre o estoque de capital e o rendimento nacional ({\displaystyle \beta _{t}}), ou seja, {\displaystyle \alpha _{t}=r_{t}\beta _{t}}.
A segunda lei estabelece que, a longo prazo, o rácio entre o estoque de capital e o rendimento ({\displaystyle \beta }) tende para o rácio entre a taxa de poupança ({\displaystyle s}) e a taxa de crescimento ({\displaystyle g}), ou seja, {\displaystyle \beta ={\frac {s}{g}}}.
Piketty estima que o rácio entre o capital e o rendimento {\displaystyle \beta _{t}} foi de 6 ou 7 no século XIX, que caiu para 2 após a Segunda Guerra Mundial e que se encontra hoje num nível próximo do do século XIX com um valor de 5 ou 6.
Além disso, Piketty constata que a longo prazo o rendimento médio do capital ({\displaystyle r_{t}}) é maior do que a taxa de crescimento da economia ({\displaystyle g_{t}}). Isto implica que os detentores de capital enriquecem mais rapidamente do que o resto da população.

### Síntese da obra
Após ter recolhido e construído importantes bases de dados, Piketty chega às seguintes conclusões: 
- Tendencialmente, o crescimento é uma variável da história económica fortemente em função do crescimento populacional. Desde o ano 0 a 1750, nos países desenvolvidos, o crescimento estimado terá sido de 0,1% ao ano. Desde a revolução industrial, o crescimento anual dos países desenvolvidos é de apenas 0,8% por ano. Taxas de crescimento ({\displaystyle g}) anuais de 5 à 10% apenas ocorreram na Europa durante os "30 gloriosos anos" e nos países em desenvolvimento durante uma quinzena de anos. Elas são devidas, para os primeiros, à reconstrução após as duas guerras mundiais e à grande depressão; para os segundos, à rápida "recuperação" nas economias desenvolvidas. De acordo com Piketty e vários colegas, os períodos de crescimento muito forte acabaram.
- A taxa de rendibilidade do capital ({\displaystyle r}) é historicamente estável e maior do que a do crescimento. Até onde podemos estimar (Piketty retoma estudos que fazem esta estimativa até ao Império Romano), e em seguida calcular, a taxa de rendibilidade do capital, seja agrário, industrial ou financeiro, situa-se entre 4,5% e 5% ao ano. Piketty não vê absolutamente nenhuma razão para que seja diferente no decurso do século XXI.
- Estruturalmente, {\displaystyle r>g} implica uma concentração cada vez maior de capital. Se considerarmos uma criação de nova riqueza ao ritmo de 0,1% ao ano (ou mesmo de 0.8%) e uma acumulação pelos proprietários existentes de uma magnitude de 4,5 a 5%, é histórico e evidente que a riqueza se concentra progressivamente (e a um ritmo que vai acelerando) nas mãos de uns poucos… Se este não foi o caso durante os nossos famosos "30 gloriosos", porque é o único período histórico em que a concentração de capital foi fraca graças à combinação de vários fatores: forte crescimento; inflação elevada (o que diminui a taxa de rendibilidade líquida do capital); tributação pesada dos rendimentos elevados e sobre as transmissões de grande valor (respectivamente até 80% e 90% para os escalões mais elevados). Além disso, todos estes fenómenos se concentraram sobre uma capitalização quatro vezes menor do que em 1914.
- O que implica o regresso dos herdeiros: o parêntese "Democrático-mérito-igualitário" acabou. Após 1975, as desigualdades de rendimento aumentam; o caráter regressivo dos impostos sucumbiu diante da ofensiva neoliberal e da globalização; a inflação foi controlada pelos bancos centrais entre 1 e 2% e o crescimento nos países desenvolvidos tem ficado perto das suas tendências históricas (cerca de 1% por ano).
- O país que se vê como o mais igualitário e meritocrático (e que o foi até o início século XX  comparativamente à Europa) é hoje o mais desigual: 1% dos americanos captam 20% do total do rendimento anual dos EUA, 10% captam 50%, enquanto 90% dos trabalhadores americanos compartilham apenas 50% dos rendimentos totais do país. A acumulação vai no mesmo sentido, mas o capital é ainda mais concentrado nos "super ricos" do que os rendimentos: 1% possui 35% do património norte-americano; 10% têm 70%; os restantes 90% da população compartilham apenas 30% do património nacional. A tendência é por toda a parte a mesma com um pequeno “atraso” na Europa devido ao quase aplainamento do capital no pós guerras.
- As tendências no século XXI, de acordo com Piketty, serão: {\displaystyle g} em baixa (à volta de 1,5% a partir de 2050 com o fim do crescimento demográfico); inflação fraca; {\displaystyle r} a 4,5%.
- Em suma, tudo indica que, se o sistema é deixado sem peias, as desigualdades irão continuar a crescer e rapidamente regressaremos à situação de "antes" de 1914 com uns pouco herdeiros imensamente ricos. Como irão reagir a nossas sociedades democráticas? Por quanto tempo os mitos da repartição e da possibilidade de ascensão meritocrática resistirão aos factos?

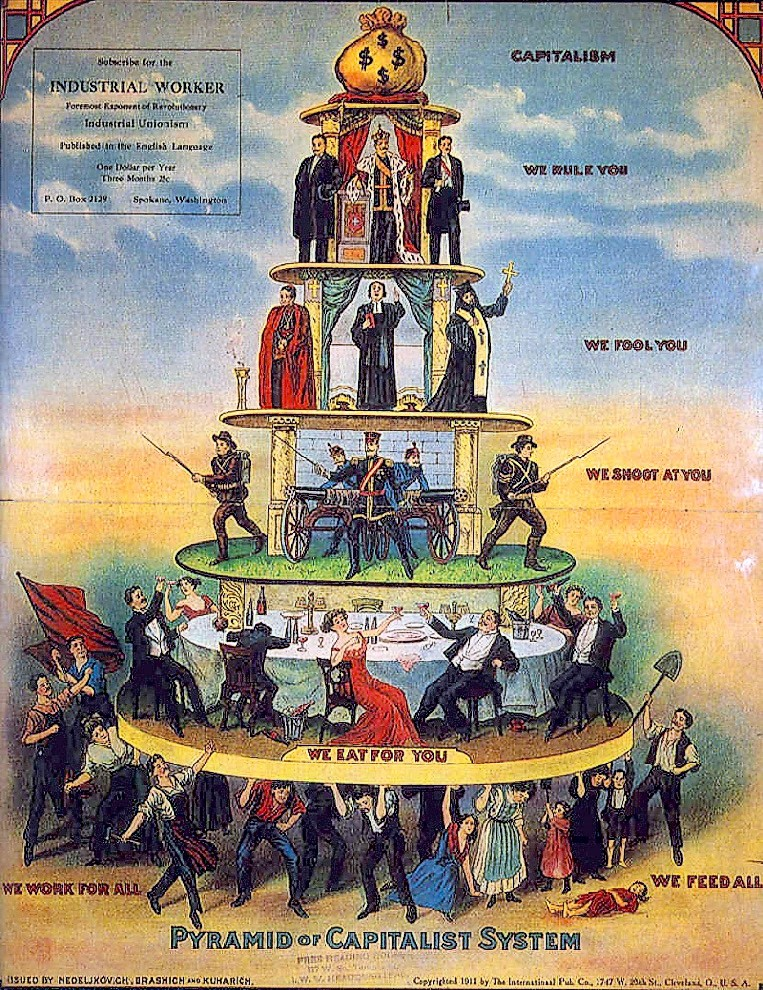
Um pôster da Industrial Workers of the World (1911), mostrando a Pirâmide do Sistema Capitalista

Piketty finalmente oferece pistas. A melhor solução, "a priori", passa por um imposto realmente progressivo traduzido em impostos confiscadores sobre as parcelas mais elevadas das transmissões e dos rendimentos para limitar o efeito natural da concentração, bem como um imposto sobre o capital próprio para acelerar uma nova repartição. Esta solução também teria a vantagem de reduzir sem demasiados danos humanos os enormes défices públicos. De acordo com a repartição de Piketty, os Estados não beneficiaram da imensa acumulação de capital nos últimos 60 anos: eles detêm uma parte sempre reduzida e bastante estável da riqueza nacional, enquanto a riqueza privada multiplicou-se por mais de dois.
Piketty não se ilude sobre a dificuldade de alcançar uma regulação coordenada a nível mundial. Ele também está ciente da impopularidade actual de tais medidas pois que alguns dos nossos valores (meritocracia, prioridade do sentimento no comportamento conjugal, padrões individuais de sucesso...) se desenvolveram/reforçaram durante a anomalia do século XX quando {\displaystyle g} se tornou temporariamente maior do que {\displaystyle r} e levou a um descrédito crescente da função do Estado e da Fiscalidade.

### Originalidade da obra
As originalidades da obra de Piketty devem-se aos pontos seguintes: 
- o Capital (a sua acumulação, a sua repartição...) é pouco estudado no capitalismo. Piketty relê o pensamento económico (Smith, Ricardo, Marx) como percorrido pelo receio da captação da riqueza por uma minoria.
- os economistas tendem a trabalhar em episódios específicos, com durações e séries estatísticas curtas. Piketty irá alargar o seu estudo tão longe quanto possível no tempo e no espaço.
- parece apresentar provas que merecem grande respeito e tem sido pouco criticada na sua metodologia ou nas suas principais conclusões. As duas críticas mais recorrentes são: não é suficientemente 'política' (não clama pelo desaparecimento do sistema existente); a segunda diz respeito às suas recomendações no final da obra, consideradas como limitadas (apenas focadas sobre os impostos) ou irrealistas (abordagem global).

## Recepção da obra

### Recepção na França
Para Mediapart, Piketty ausculta "o capitalismo, as suas contradições, as suas desigualdades violentas". Christian Chavagneux, afirma que é "uma referência, garanto!".
Nicolas Baverez classificou severamente a obra de “marxismo de pacotilha”. Salienta designadamente que nada permite validar a hipótese de Piketty segundo a qual o século XXI estará condenado a um crescimento reduzido.
Jean-Luc Gaffard, economista no Observatoire Français des Conjonctures Économiques (OFCE), lamenta o fosso entre a riqueza dos dados utilizados e a simplicidade da teoria económica desenvolvida, que admite designadamente uma taxa de crescimento exógena e independente do nível das desigualdades.
Na revista Sociologie, Christian Baudelot e Roger Establet sublinham o “poder explicativo da análise, que dá significado à época em que vivemos”.

### Recepção no mundo anglo-saxónico
O livro teve um enorme sucesso de crítica no mundo anglo-saxónico.
No seu editorial de 23.03.2014, o economista Paul Krugman considera que é sem dúvida o melhor livro de economia do ano e, provavelmente, da década. Na The New York Review of Books, o mesmo Paul Krugman afirma que os trabalhos de Thomas Piketty constituem uma revolução na forma como nós compreendemos as tendências a longo prazo das desigualdade. Piketty e os seus co-autores mostraram designadamente o interesse de tomar como indicador a quota do rendimento que detêm os 1% mais ricos, ao invés de se focar em indicadores mais gerais, tais como a análise de percentis.
A revista The Economist destaca o sucesso do livro junto do público, mas fazendo também críticas substantivas.
A versão em inglês (Capital in the Twenty-First Century) publicado pela Harvard University Press em 2014 também teve um grande sucesso de vendas nos EUA.
O livro apareceu na 16ª posição no ordenamento semanal das vendas de ensaios do New York Times de 13 de abril de 2014, na 15ª posição a 5 maio, na 4ª posição a 11 de maio, e na 1ª posição a 18 de maio, a 25 de maio e a 1 de junho e decai para a 2ª posição a 8 de junho.
No final do mês de junho de 2014, Thomas Piketty vendeu quase 450.000 cópias da edição Inglês e 150.000 da edição francesa.
O sucesso do livro foi tal que provocou o que alguns chamaram de 'bolha Piketty' ou 'Pikettymania'. A revista americana Bloomberg Businessweek fez uma edição em 29 de maio de 2014 sobre a Pikettymania com uma capa parodiando as revistas para adolescentes.

## Críticas

### Controvérsia sobre a veracidade dos resultados
A 23 de maio de 2014, o jornalista Chris Giles, no Financial Times, põe em causa os dados coligidos por Piketty e denuncia uma série de erros nos ficheiros Excel publicados pelo Autor no seu sítio. Chris Giles observa que a parcela da riqueza detida pelos 10% mais ricos seria de 44%, de acordo com o Office for National Statistics e de 71% de acordo com Thomas Piketty. De acordo com Chris Giles, os erros e as aproximações que identificou colocam em causa dois resultados principais da obra: o aumento das desigualdades de património após 30 anos e o facto de que as desigualdades do património sejam mais acentuadas nos EUA do que na Europa. Nos erros, inclui erros de transcrição, por exemplo sobre as desigualdades do património na Suécia, em 1920, as correcções não justificadas, por exemplo sobre a estimativa das desigualdades do património em França no século XIX a partir de fontes de herança, escolhas metodológicas discutíveis, por exemplo quando Piketty faz uma simples média para as estimativas para o Reino Unido, a França e a Suécia sem levar em conta o peso demográfico de cada um dos países e interpolações abusivas, por exemplo para a parte da riqueza detida pelos 10% mais ricos nos EUA entre 1910 e 1950.
Thomas Piketty respondeu a estas críticas, no mesmo dia, enfatizando que, se os dados existentes sobre património são incompletos, os dados sobre as declarações de herança são mais fiáveis e vão na mesma direcção. Ele também salientou que as observações do Financial Times não alteram em nada as conclusões da obra. Ele publicou a seguir, em 28 de maio de 2014, no seu sítio, uma resposta mais detalhada, demostrando que a maioria dos pontos que Chris Giles considera como erros são de facto justificados e sublinhando que a maioria destes pontos apenas implicariam pequenas alterações. Quanto à proposta de Chris Giles sobre a evolução das “desigualdades de património no Reino Unido”, considera altamente questionáveis as escolhas metodológicas do jornalista do Financial Times. Com efeito, este baseou-se em dados de inquéritos, mais do que em dados fiscais. Ora os dados do inquérito subestimam os patrimónios elevados. No seu blogue, Paul Krugman defende Piketty e considera que o debate está encerrado. No Washington Post, Matt O'Brien considera também que se Chris Giles teve o mérito de ir analisar ao pormenor os dados em-linha de Thomas Piketty, fez interpretações apressadas dos ajustamentos que ele entendeu como erros do Autor. No The Guardian, o economista Howard Reed demostrou que o jornalista do Financial Times tinha cometido erros significativos e defende os dados apresentados por Thomas Piketty.
Jean-Philippe Delsol, presidente do Institut de Recherches Économiques et Fiscales (IREF) publicou um artigo onde pretende demonstrar os «enganos estatísticos de Thomas Piketty».

### Crítica da segunda lei fundamental do capitalismo
Segundo Thomas Piketty, a relação capital/ rendimentos ({\displaystyle \beta }) tende a longo prazo para o rácio entre a taxa de poupança e a taxa de crescimento da economia ({\displaystyle s/g}). Os economistas Per Krusell e Tony Smith criticam esta segunda lei fundamental, demonstrando que ela se baseia numa hipótese extrema e pouco realista sobre o comportamento de poupança dos agentes.

### Capital produtivo e capital imobiliário
Numa nota publicada em abril de 2014, Étienne Wasmer e os seus co-autores põem em causa a hipótese de uma rendibilidade do capital em França, distinguindo o capital imobiliário do capital produtivo. Eles defendem a ideia de que o aumento do capital em França está essencialmente ligado ao aumento dos preços dos imóveis e que esse aumento dos preços não se reflecte nos rendimentos do capital (isto é, nas rendas).
O economista Charles Gave censura Piketty por confundir a rendibilidade do capital investido e a taxa de crescimento dos lucros.

### Interpretação da origem das desigualdades
Guillaume Allègre e Xavier Timbeau apresentam uma crítica da obra baseada na ideia de que a relação segundo a qual a taxa de retorno do capital é permanentemente superior à taxa de crescimento ({\displaystyle r>g}) não é como supõe Thomas Piketty uma constante macroeconómica, mas tem fundamentos microeconómicos ligados ao funcionamento imperfeito dos mercados. A crítica deles sugere que um imposto sobre o capital não é talvez a melhor solução para reduzir as desigualdades, recomendando eles a reflectir sobre a definição dos direitos de propriedade, bem como sobre a definição dos direitos dos proprietários e dos não proprietários.

### Coerência teórica
Na sua resenha da obra, Robert Boyer lamenta o uso excessivo do método indutivo. Questiona designadamente a relevância da equação estipulando que o rácio entre o capital e o rendimento de longo prazo (i.e., {\displaystyle \beta } na obra) é igual à taxa poupança ({\displaystyle s}) dividida pela taxa de crescimento ({\displaystyle g}) e sublinha especialmente que, no caso limite de uma economia em estagnação ({\displaystyle g=0}), a equação se torna absurda. Por outro lado, ele também aponta para o facto do autor, depois de ter criticado a hipótese da produtividade marginal, o modelo do agente representativo e modelo decisão intertemporais num horizonte infinito, apele a essas mesmas hipóteses e esses mesmos modelos no seu raciocínio posterior.

### Fundamentos morais
Numa artigo publicado na revista Forbes, George Leef ataca Piketty não pelos seus números, mas pelos fundamentos morais do seu raciocínio e invoca Frédéric Bastiat para explicar que o Estado deve proteger a liberdade e a propriedade de cada um, mas vai para além do seu papel quando considera que algumas pessoas são «demasiado» ricas.

### Controvérsias sobre as causas e os danos das desigualdades
Uma das críticas recorrentes, realçada por Martin Wolf no Financial Times,  é que Piketty estaria colocando a desigualdade no centro da sua análise sem justificar qual a importância nisso. O autor estaria pressupondo que a desigualdade é um problema importante sem explicar e demonstrando apenas que existe e como se agrava. Wolf seguiu com a refutação através de argumentos a favor da desigualdade, como o incentivo à inovação, o mérito e, incluindo, 
| “ | Numa economia de 20 vezes mais produtiva do que há dois séculos atrás, mesmo os pobres beneficiam de bens e serviços que não estavam disponíveis nem mesmo para os mais ricos há algumas décadas. | ” |

Wolf salienta a importância da igualdade em direito (isonomia) e conclui que a desigualdade de facto nunca pode ser totalmente suprimida.
Michael D. Tanner, do Cato Institute, se opõe a Piketty sobre os danos da desigualdade : Piketty estaria mencionando o aumento das desigualdades na China sem fazer o mesmo para a considerável redução da pobreza: 
| “ | Em última análise, podemos atacar as desigualdades de duas formas: abatendo a parte superior ou levantando a inferior". | ” |

Da mesma forma, Clive Crook, em Bloomberg View, escreve que, "além dos seus outros defeitos", a obra incitaria os leitores a acreditar que a desigualdade é o único problema importante, e que a preocupação deveria ser no reduzido crescimento : não pelo seu impacto sobre os níveis de vida, mas porque irá agravar as desigualdades.  Piketty lançou uma réplica  em seu site. 

### Interpretação dos resultados
Hunter Lewis, do Instituto Ludwig von Mises, censura Piketty por atribuir ao capitalismo situações que, segundo ele, são acção dos bancos centrais e de um capitalismo clientelista (crony capitalism) em que o Estado intervém, ao contrário do capitalismo de laissez faire.

## Edições
- Le Capital au XXIe siècle, Thomas Piketty, 2013, colecção Les Livres du nouveau monde, p. 976, editor - Éditions du Seuil
- Capital in the Twenty-First Century, 2014, Thomas Piketty, tradutor Arthur Goldhammer, editor - Harvard University Press, isbn 9780674430006, p. 696

Em português:
- O Capital no Século XXI, Thomas Piketty, Edição em 10-2014, colecção Temas e Debates, editor - Círculo de Leitores, ISBN 9789896443047, EAN 978-9896443047, Páginas 912, Encadernação: Capa mole

## Nota
- Este artigo foi inicialmente traduzido, total ou parcialmente, do artigo da Wikipédia em francês cujo título é «Le Capital au XXIe siècle».